# Cheile Oltețului și Peștera Polovragi
Cheile Oltețului și Peștera Polovragi alcătuiesc o arie protejată de interes național ce corespunde categoriei a IV IUCN (rezervație naturală de tip mixt), situată în Oltenia, pe teritoriului județului Gorj.

## Localizare
Aria naturală se află pe cursul râului Olteț, pe un segment situat la granița dintre Munții Parâng și Munții Căpățânii (grupă muntoasă a Munților Șureanu-Parâng-Lotrului, aparținând lanțului carpatic al Meridionalilor), în extremitatea nord-estică a județului Gorj, pe teritoriul administrativ al comunei Polovragi.

## Descriere
Rezervația naturală a fost declarată arie protejată prin Legea Nr.5 din 6 martie 2000 (privind aprobarea Planului de amenajare a teritoriului național - Secțiunea a III-a - zone protejate).
În anul 2010, Universitatea Constantin Brâncuși din Târgu Jiu, în parteneriat cu Agenția pentru Protecția Mediului Gorj, au demarat proiectul european „Măsuri de management privind conservarea biodiversității și conștientizarea publică a ariei naturale protejate Cheile Oltețului”. Proiectul a avut drept scop conservarea, protejarea și creșterea biodiversității ariei naturale protejate Cheile Oltețului.
Aria protejată este inclusă în situl de importanță comunitară - Nordul Gorjului de Est și reprezintă o zonă carstică (cheiuri și grote) săpate în calcare jurasice de apele Oltețului; cu o gamă diversă de floră și faună specifică Carpaților Meridionali.